# Březolupy
Březolupy (in tedesco Brzezolup) è un comune della Repubblica Ceca facente parte del distretto di Uherské Hradiště, nella regione di Zlín.